# Дайтибанари
Дайтибанари (яп. 大地離島 дайтибанари-дзима) — небольшой остров в островной группе Яэяма островов Сакисима архипелага Рюкю. Административно относится к округу Исигаки уезда Яэяма префектуры Окинава, Япония.

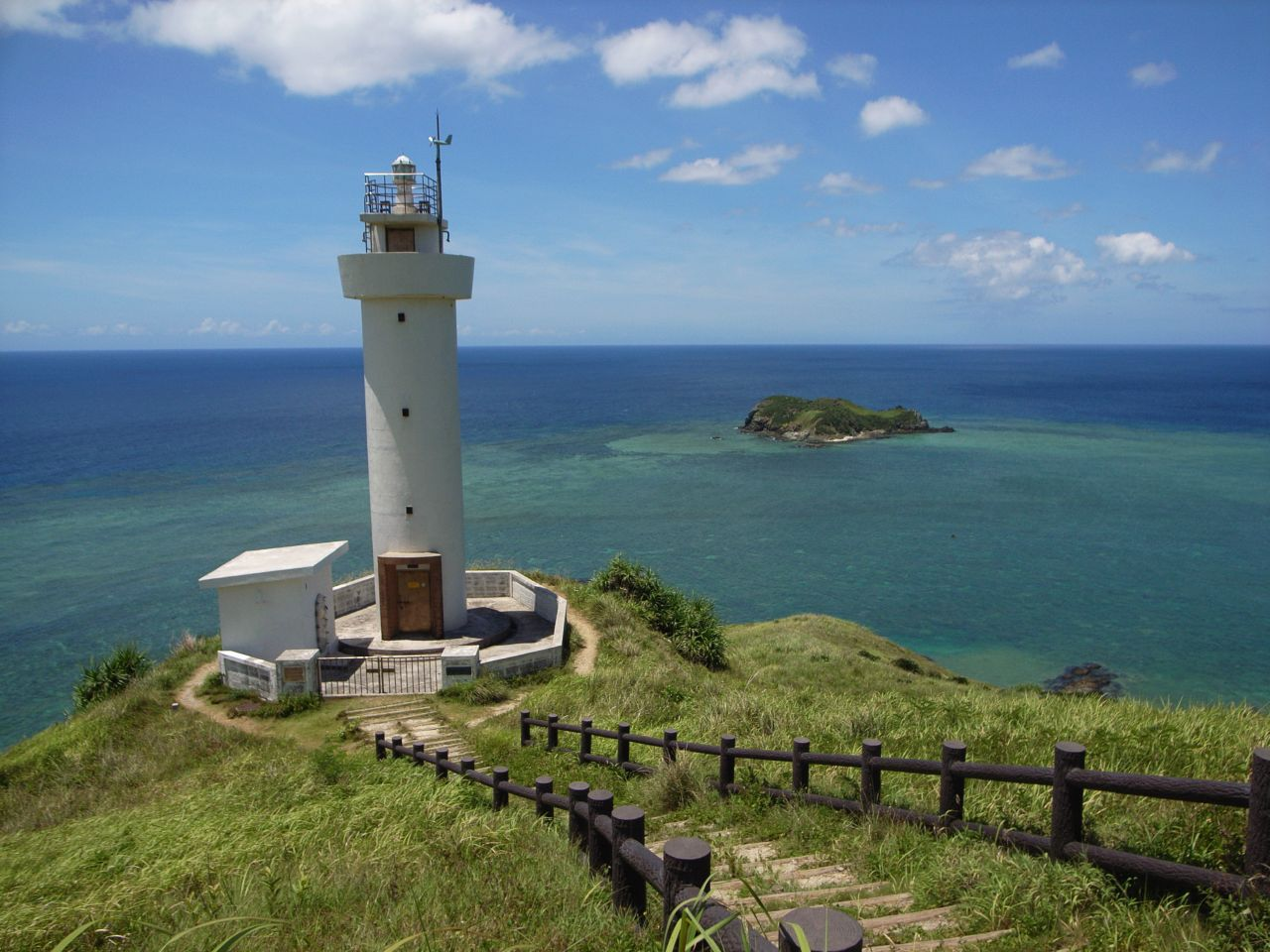
Вид на остров с мыса Хиракубо

Необитаемый остров расположен у западного побережья острова Исигаки напротив мыса Хиракубо.
Площадь острова составляет 0,03 км².